# Who You Are (album Jessie J)
Who You Are è l'album di debutto della cantante inglese Jessie J, pubblicato il 25 febbraio 2011 dalle etichette discografiche Lava Records e Universal Republic. La pubblicazione dell'album era originariamente prevista per il 28 marzo, ma le etichette discografiche hanno deciso di anticiparla di un mese. Per la registrazione di Who You Are ci sono voluti sei anni, dal 2005 al 2011. L'ultima canzone è stata registrata il 19 gennaio 2011.
Dall'album sono stati finora estratti sette singoli. Il primo, Do It like a Dude, era in origine una canzone destinata a dover essere registrata da Rihanna, ma poi, rimasta alla cantante. Il singolo è entrato nella classifica britannica alla posizione numero 25 e ha raggiunto la seconda. Il secondo singolo estratto, Price Tag, è una collaborazione col rapper statunitense B.o.B. La canzone è stata presentata live dalla cantante nel novembre 2010 e pubblicata il 28 gennaio 2011. Il terzo singolo estratto è stato Nobody's Perfect, uscito nel maggio 2011. Il quarto singolo uscito è stato Who's Laughing Now, pubblicato ad agosto, seguito da Who You Are, estratto ad ottobre. Inoltre, il brano Casuality of Love è stato pubblicato solo su iTunes negli Stati Uniti il 15 febbraio come singolo promozionale. Successivamente sono stati estratti i singoli Domino e Laserlight.
Who You Are è entrato alla seconda posizione della classifica britannica vendendo 105 000 copie in una sola settimana. L'album è stato battuto solo da 21 di Adele, al numero uno per la sesta settimana consecutiva con 180 000 copie vendute. È inoltre entrato nella classifica statunitense all'undicesima posizione, vendendo 34 000 copie nella sua prima settimana. Il 2 aprile 2016 Who You Are è stato certificato disco di platino negli Stati Uniti per avere venduto più di un milione di copie.

## Tracce
1. Price Tag (feat. B.o.B) – 3:42 (Jessica Cornish, Lukasz Gottwald, Claude Kelly, Bobby Ray Simmons)
2. Nobody's Perfect – 4:20 (Jessica Cornish, Claude Kelly, Andre Brissett)
3. Abracadabra - 3:51 (Jessica Cornish, Lukasz Gottwald, Claude Kelly)
4. Big White Room – 5:31 (Jessica Cornish, Sher Agha)
5. Casualty of Love – 3:55 (Jessica Cornish, Farrah Fleurimond, Martin Kleveland, Natalie Walker)
6. Rainbow – 3:06 (Jessica Cornish, Kasia Livingston, Lil Eddie, Oak)
7. Who's Laughing Now – 3:55 (Jessica Cornish, Kyle Abrahams, George Astasio, Peter Ighile, Jason Pebworth, Jon Shave)
8. Do It like a Dude – 3:15 (Jessica Cornish, George Astasio, Jason Pebworth, Jon Shave, Kyle Abrahams, Peter Ighile)
9. Mamma Knows Best – 3:15 (Jessica Cornish, Baby Ash)
10. L.O.V.E. – 3:52 (Jessica Cornish, Toby Gad)
11. Stand Up – 3:27 (Jessica Cornish, K-Gee)
12. I Need This – 4:21 (Jessica Cornish, Robert Allen, Warren Felder, Tanner and Vice)
13. Who You Are – 3:56 (Jessica Cornish, Toby Gad, Shelly Peiken)

Tracce bonus dell'edizione Platinum
1. Domino – 3:51 (Jessica Cornish, Lukasz Gottwald, Claude Kelly, Max Martin, Henry Walter)
2. My Shadow – 3:29 (Jessica Cornish, The Invisible Men, The Fives)
3. LaserLight (feat. David Guetta) – 3:31 (Jessica Cornish, The Invisible Men, David Guetta, Giorgio Tuinfort, Frederic Riesterer)

DVD bonus dell'edizione deluxe
1. Do It like a Dude (Music Video) – 3:51
2. Price Tag (Music Video) – 3:29
3. Nobody's Perfect (Music Video) – 3:29
4. Who's Laughing Now (Music Video) – 5:19
5. Who You Are (Music Video) – 4:18
6. Domino (Music Video) – 3:18
7. LaserLight (Music Video) – 3:43

## Classifiche
| Classifica (2011) | Posizione massima |
| ----------------- | ----------------- |
| Australia         | 4                 |
| Austria           | 22                |
| Belgio (Fiandre)  | 38                |
| Belgio (Vallonia) | 26                |
| Canada            | 6                 |
| Danimarca         | 5                 |
| Francia           | 15                |
| Germania          | 18                |
| Irlanda           | 4                 |
| Italia            | 74                |
| Nuova Zelanda     | 6                 |
| Paesi Bassi       | 41                |
| Regno Unito       | 2                 |
| Stati Uniti       | 11                |
| Svizzera          | 29                |

### Classifiche di fine anno
| Classifica (2011) | Posizione |
| ----------------- | --------- |
| Australia         | 25        |
| Nuova Zelanda     | 10        |
| Regno Unito       | 8         |
| Svizzera          | 99        |
| Classifica (2012) | Posizione |
| Regno Unito       | 16        |